# Nathalie Porte
Pour les articles homonymes, voir Porte.
Nathalie Porte, née le 2 février 1973 à Rodez, est une femme politique française membre des Républicains. À la suite de l'élection de Sébastien Leclerc comme maire de Lisieux, elle lui succède comme députée de la 3e circonscription du Calvados.

## Biographie
Elle est cadreur-monteur en vidéo.
En 2015, elle est élue conseillère régionale de Normandie.
En 2020, elle est élue conseillère municipale de Lisieux.
À la suite de l'élection de Sébastien Leclerc comme maire de Lisieux, elle devient députée de la 3e circonscription du Calvados le 28 juillet 2020,, au sein du groupe Les Républicains. Le cumul de ses mandats locaux devenu impossible, elle annonce sa démission du conseil municipal le 27 juillet.
Lors des élections législatives de juin 2022, elle est battue au 1er tour et perd son mandat de député.
Elle se présente de nouveau comme « candidate de la droite républicaine » lors des élections législatives de 2024, mais sa candidature est finalement invalidée le 18 juin par le tribunal administratif, après le désistement de son suppléant Rémi Debard.